# Olympische Sommerspiele 1976/Teilnehmer (Cayman Islands)
| Gelbes Symbol für Goldmedaillen mit stilisierten Olympischen Ringen | Graues Symbol für Silbermedaillen mit stilisierten Olympischen Ringen | Braundes Symbol für Bronzemedaillen mit stilisierten Olympischen Ringen |
| ------------------------------------------------------------------- | --------------------------------------------------------------------- | ----------------------------------------------------------------------- |
| —                                                                   | —                                                                     | —                                                                       |

Die Cayman Islands nahmen an den Olympischen Sommerspielen 1976 in Montréal, Kanada, mit einer Delegation von zwei männlichen Sportlern an den Segelwettbewerben teil. Beide traten in der 470er-Klasse an, belegten jedoch den letzten Platz. Es war die erste Teilnahme der Kaimaninseln an Olympischen Spielen.

## Teilnehmer nach Sportarten

### Segeln
- Gerry Kirkconnell & Peter Milburn
470er: 28. Platz